# Ấ
Â, â (а-циркумфлекс) – графема на няколко латински азбуки. Най-често се използва във френската, румънската, турската азбука, а от славянските езици – хърватски и словенски език.

## Използване
- Във френския език â обозначава ударената гласна „а“: bâton ← baston (тръстика).
- В румънския език буквата â е била въведена през 1860-те и 1990-те, като заместител на буква „ы“ от кирилицата.
- В турския език буквата â се използва, за да се обозначи верална омекотена буква а, която приблизително съответства на българското „я“. Например: Âdet – традиция, Elâzığ – Елязъг.

## Код
| Графема | HTML    | Уникод | TeX    |
| ------- | ------- | ------ | ------ |
| Â       | &Acirc; | U+00C2 | \hat A |
| â       | &acirc; | U+00E2 | \hat a |